# 泉州市
泉州市（せんしゅうし、拼音: Quánzhōushì チュエンヂョウシー、閩南語白話字：Chôan-chiu-chhī ツアンチューチー）は中華人民共和国福建省に位置する地級市である。居住人口は約865万人（2017年）で、福建省で最多の人口を持つ。かつては海上交易の中心地として繁栄し、イブン・バットゥータやマルコ・ポーロはこの都市（ザイトン、イタリア語: Zaiton、閩南語: 刺桐）の繁栄を記録に残している。ザイトンは街路樹のアブラギリがある街とアラビア人が命名し、ヨーロッパに伝わった名前。五代十国時代の中期から後期、晋江王留従効によって建てられた清源軍（平海軍）政権はここに定都し、そのため「千年の古都」と「閩南の古都」と称される。2021年、泉州市は「泉州：宋元中国の世界海洋商業貿易センター」として、世界文化遺産の一つに登録された。

## 地理
泉州は別名鯉城、刺桐、温陵とも言い、福建省東南部にある。市内に戴雲山脈があり、晋江が流れる。近隣の都市としては、約150キロメートル北東の福州、75キロメートル南西の廈門などが挙げられる。

## 歴史
夏・商代には揚州に属した。
周代には七閩と呼ばれた。
春秋時代（前770年-前403年）に、越（前600年-前334年）の領土となった。
戦国時代（前475年-前221年）になると、前306年に楚が越を滅ぼし、百越の土地に越人が流れ込み閩越（前306年-前110年）が成立。
秦代（前221年-前207年）の前222年に閩中郡を設置、開発が行われこの土地に本格的な行政区が設定された。
260年（永安3年）に呉により東安県（現在の南安市）が設置された。
西晋（265年-316年）末に発生した中原における戦乱（八王の乱）により中原より移民が多く流入し、中原の先進的な技術や文化をこの地に伝えている。
南朝梁の天監年間（502年-519年）には南安郡の郡治が設置された。
南朝陳（557年-589年）により閩州が設置された。
589年に隋が泉州と改称した。606年に閩州に戻され、607年に建安郡と改称されて郡制が施行された。
唐代（618年-907年）に州制が施行されると700年（久視元年）に武栄州が設置され、711年（景雲2年）に再び泉州と改称され現在までこの名称が使用されている。唐代にはベトナムやインド、アラビア半島にまで及ぶ海上交易ルートが確立し、明州や広州と並ぶ貿易港となった。760年の揚州大虐殺や、878年の広州大虐殺の影響で、西方への国際貿易が泉州や福州に集中した。
909年に王審知が福州で閩国を建国。しかし、その後の内乱で福州の治安が悪くなると、泉州に国際貿易が集中するようになった。

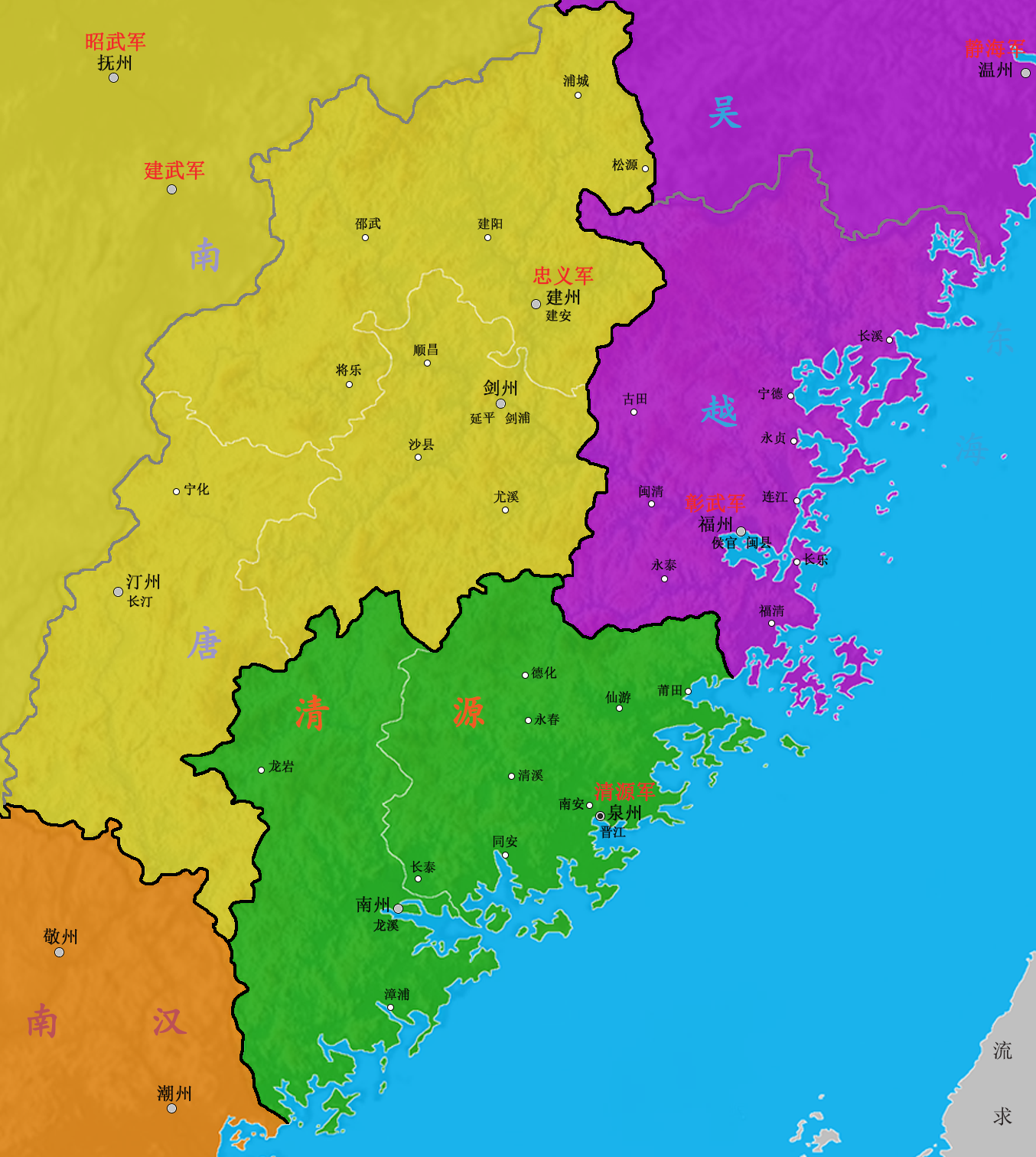
閩地が三分された時期の福建の形勢図、957年

945年、南唐は閩国を攻め滅ぼしたが、泉州は自治を維持した。947年、留従効が支配する泉州は南唐から事実上の独立を果たした。949年、南唐は清源軍を設置し、泉州と南州（漳州）を管轄し、留従効を清源軍節度使に任命し、後に留従効を晋江王に封じた。964年、北宋はそれを平海軍と改名した。清源軍は事実上独立した割拠政権であり、4主29年（949年-978年）の歴史があり、その領域は現在の閩南と莆田を含み、泉州がその首都であった。留従効が泉州を統治する際、海外貿易を大力に拡大し、泉州城を拡張し、城内に刺桐樹を植えるよう命じた。泉州は「刺桐城」として世界的に有名になった。978年、平海軍節度使の陳洪進は北宋に投降するよう強制された（「泉漳納土」）。
1279年に崖山の戦いで南宋（1127年-1279年）が滅亡すると、元朝（1271年-1368年）に協力したアラブ人の蒲寿庚が重用され港湾都市として発展した。「陶磁の道（海のシルクロード）」の拠点として漢人のほかにもアラブ人やペルシャ人などが居住する国際都市として発展し、『アラビアンナイト』にも「船乗りシンドバッド」の住む舞台として登場する事からも中世イスラム世界にも知られた都市であったことが推察され、またマルコ・ポーロの『東方見聞録』には「ザイトン」の名称で紹介されている。14世紀にはイブン・バットゥータも訪れ、『三大陸周遊記』に約100艘の大型ジャンクと数え切れないほどの小型船が停泊する「世界最大の港」と記している。
明代（1368年-1644年）には海岸線の後退に伴い港湾都市としての機能が失われ、海上交易の中心地は長楽や廈門などに移行していった。一方で、永楽帝の治世の頃から、鄭和が当時南洋と呼ばれた東南アジアの呂宋国（現フィリピン）、マジャパヒト王国（現インドネシア）、マラッカ王国（現マレーシア）との貿易を海賊から保護したため、南洋へ労働者として赴き、華僑、華人となった人も多くでた（南洋貿易）。泉州は琉球からの貿易船の指定港でもあり、商館「来遠駅（泉州琉球館）」があったが、1472年に福州に移った。
現地では、南安、恵安、永春、晋江など、出身地ごとに同郷コミュニティーを作り、会館を建てて、経済的や人的サポートを行った。中には、ゴムのプランテーション、食品加工、新聞発行などで、財をなした者もいた。
中華人民共和国成立後は行政改編が相次いだが、1986年1月に地級市としての泉州市が成立し現在に至っている。

## 行政区画
4市轄区・3県級市・5県を管轄する。
- 市轄区：
  - 豊沢区・鯉城区・洛江区・泉港区
- 県級市：
  - 石獅市・晋江市・南安市
- 県：
  - 恵安県・安渓県・永春県・徳化県・金門県（中華民国が統治している）

| 泉州市の地図 |
| --- |
| 1 2 洛江区 泉港区 恵安県 安渓県 永春県 徳化県 石獅市 晋江市 南安市 1. 鯉城区 2. 豊沢区 金門県 注：金門県は中華民国（台湾）が統治している。 |

### 年表
この節の出典

#### 泉州専区
- 1949年10月1日 - 中華人民共和国福建省泉州専区が成立。恵安県・晋江県・南安県・安渓県・永春県・同安県・莆田県・仙游県・金門県が発足。(9県)
- 1950年9月2日 - 泉州専区が晋江専区（中国語版）に改称。

#### 晋江地区
- 1950年10月17日 - 永安専区徳化県を編入。(10県)
- 1950年11月1日 - 晋江県の一部が分立し、泉州市が発足。(1市10県)
- 1956年3月26日 - 閩侯専区永泰県・福清県・平潭県、永安専区大田県を編入。(1市14県)
- 1956年7月21日 - 平潭県の一部が福清県に編入。(1市14県)
- 1957年3月 - 同安県の一部が竜渓専区竜渓県に編入。(1市14県)
- 1958年8月8日 - 同安県が廈門市に編入。(1市13県)
- 1959年8月1日 - 永泰県・平潭県・福清県が閩侯専区に編入。(1市10県)
- 1963年4月27日 - 大田県が三明専区に編入。(1市9県)
- 1970年2月17日 (1市8県)
  - 莆田県・仙游県が閩侯専区に編入。
  - 廈門市同安県を編入。
- 1970年12月 - 金門県（中華人民共和国が統治する区域＝嶝島群島のみ）が同安県に編入。(1市7県)
- 1971年6月17日 - 晋江専区が晋江地区に改称。(1市7県)
- 1973年6月5日 - 同安県が廈門市に編入。(1市6県)
- 1983年4月28日 - 莆田地区（中国語版）莆田県・仙游県を編入。(1市8県)
- 1983年9月9日 (1市6県)
  - 莆田県の一部が分立し、地級市の莆田市となる。
  - 莆田県・仙游県が莆田市に編入。
- 1985年5月14日 
  - 泉州市が地級市の泉州市に昇格。
  - 晋江県・恵安県・南安県・安渓県・永春県・徳化県が泉州市に編入。

#### 泉州市
- 1985年5月14日 - 晋江地区泉州市が地級市の泉州市に昇格。鯉城区・郊区（中国語版）を設置。(2区6県)
  - 晋江地区晋江県・恵安県・南安県・安渓県・永春県・徳化県を編入。
- 1985年12月22日 - 郊区が鯉城区に編入。(1区6県)
- 1987年12月17日 - 晋江県の一部が分立し、石獅市が発足。(1区1市6県)
- 1992年3月6日 - 晋江県が市制施行し、晋江市となる。(1区2市5県)
- 1993年5月12日 - 南安県が市制施行し、南安市となる。(1区3市4県)
- 1997年6月3日 - 鯉城区の一部が分立し、豊沢区・洛江区が発足。(3区3市4県)
- 2000年4月12日 - 恵安県の一部が分立し、泉港区が発足。(4区3市4県)

## 経済
泉州は福建省の経済中心地であり、GDPは23年間に渡って福建の第一位であった(1999年-2021年)。安渓県は中国屈指の烏龍茶の産地であり、ほかにも晋江市などの靴（中国の3大産地の一つ）、南安市の石材、徳化県などの磁器（中国の3大産地の一つ）、永春県の酢（中国の4大名酢の一つ）などを有する。

## 言語
主に閩語の閩南語が話される。

## 文化
閩南語を用いた伝統芸能が盛んである。無形文化財に相当する「国家級非物質文化遺産」に指定されている「南音」、「泉州北管」、「泉州拍胸舞」、「梨園戯」、「高甲戯」（柯派）、「泉州提線木偶戯」、晋江布袋木偶戯（指人形劇）、恵安の石彫り、泉州花灯、徳化磁器の焼き物技術、恵安の女服飾、打城戯、五祖拳、水密隔艙福船製造技術、烏龍茶製造技術、閩南伝統民家建築技術、霊源の時茶、南安英都抜抜灯、蟳埔の漁村女性の習俗、泉州（李尭宝）刻紙（切り紙絵）、木の人形の頭の彫刻、安海嗦囉嗹の習俗などがある。

## 観光

### 名勝
山
- 清源山（中国語版）（豊沢区）国家AAAAA級観光地
- 九日山（中国語版）（南安市）
- 紫帽山（晋江市）
- 仙公山（中国語版）（洛江区）
- 戴雲山（中国語版）（徳化県）国家級自然保護区

海
- 深滬湾海底古森林自然保護区（晋江市）
- 崇武古城（中国語版）（恵安県）

橋
- 洛陽橋（中国語版）（洛江区）
- 安平橋（中国語版）（晋江市）

### 名所・旧跡
全国重点文物保護単位
- 泉州開元寺（中国語版）（鯉城区）
- 泉州府文廟（中国語版）（鯉城区）：封建時代の教育施設。現在では市民の教育の場として開放され、様々な催しが開かれている。
- 清浄寺（中国語版）（イスラム教）（鯉城区）：清浄寺の名称で中国十大寺院のひとつにも挙げられるほど知られるモスク。北宋の1009年に基礎が作られ、閩南式の拝殿を持つが、現在は東隣に新しいコンクリートのモスクが建造されている。
- 泉州天后宮（中国語版）（鯉城区）：航海を祈願する場所として媽祖を祀り、華僑の間では信仰が篤い。
- 通淮関岳廟（中国語版）（鯉城区）：関羽と岳飛を祀る霊廟。市内で随一の信仰を集める。
- イスラム教聖墓（中国語版）（イスラム教）（豊沢区）
- 草庵（中国語版）（マニ教）（晋江市）

### 伝統的建物
- 蔡氏古民居（中国語版）（南安市）
- 五店市（晋江市）
- 西街（鯉城区）
- 中山路（鯉城区）
- 南少林寺（中国語版）（豊沢区）

### 公園

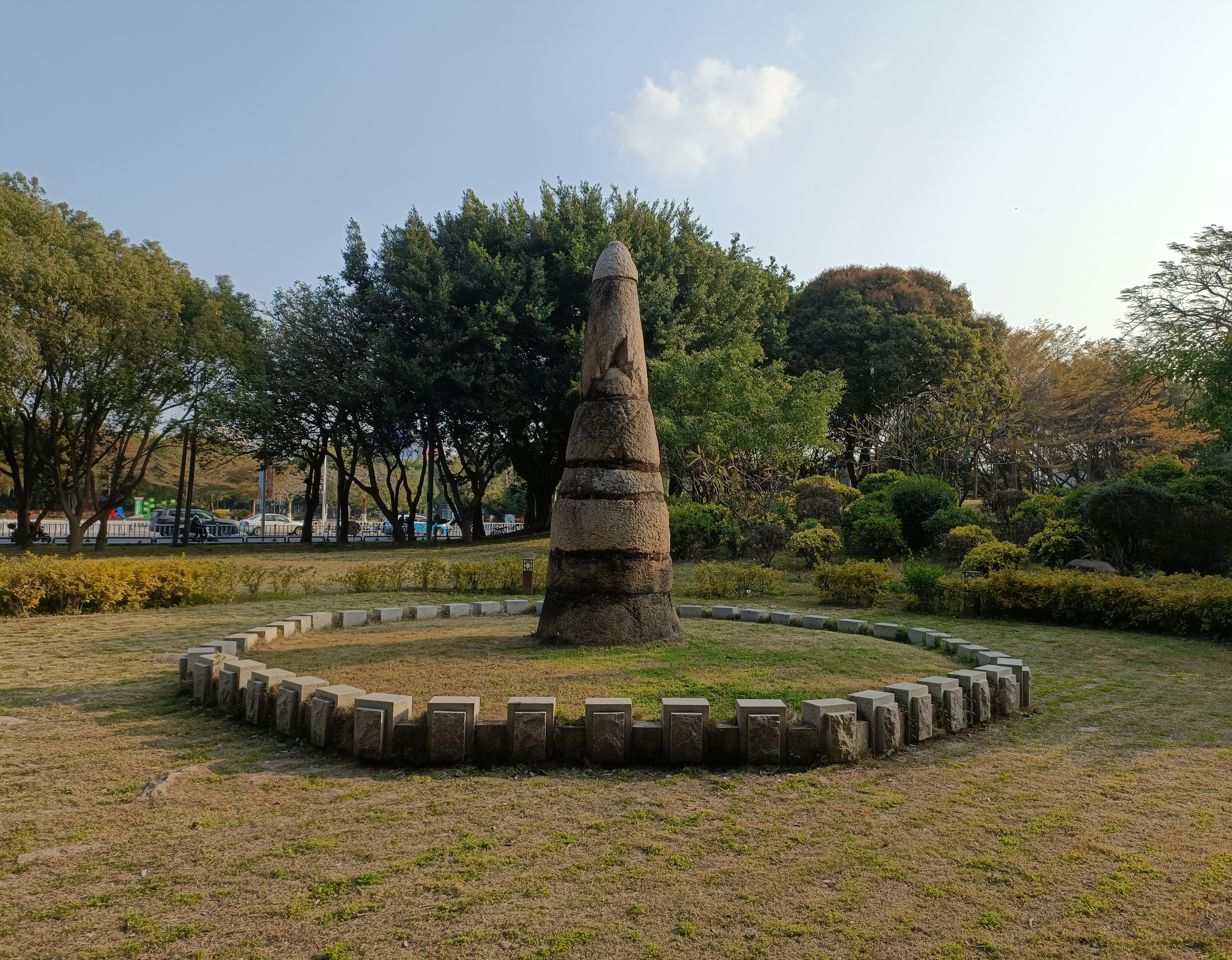
石筍公園

- 西湖公園（豊沢区）
- 東湖公園（豊沢区）
- 中山公園（鯉城区）
- 石筍公園（鯉城区）

### 博物館
- 泉州博物館（中国語版）（豊沢区）
- 中国閩台縁博物館（中国語版）（豊沢区）
- 泉州海外交通史博物館（中国語版）（豊沢区）
- 泉州華僑歴史博物館（豊沢区）
- 泉州イスラム教博物館（豊沢区）

## 教育
下記の高等教育機関を有す
- 公立大学：華僑大学（中国語版）、泉州師範学院（中国語版）、福州大学晋江キャンパス（中国語版）、福州大学石油化工学院（中国語版）泉港キャンパス、福建農林大学（中国語版）安渓茶学院（デジタル経済学院）（中国語版）、福建医科大学（中国語版）第二臨床医学院
- 私立大学：仰恩大学（中国語版）、閩南理工学院（中国語版）、閩南科技学院（中国語版）、泉州信息工程学院（中国語版）
- 私立の学部独立学院：福州大学至誠学院（中国語版）晋江キャンパス、福州大学至誠学院泉港キャンパス、福建農林大学金山学院（中国語版）（安渓）
- 私立の学部専門学校：泉州職業技術大学（中国語版）
- 公立専門学校：黎明職業大学（中国語版）、泉州医学高等専科学校（中国語版）、泉州幼児師範高等専科学校（中国語版）、福建電力職業技術学院（中国語版）、泉州経貿職業技術学院（中国語版）、泉州工芸美術職業学院（中国語版）
- 私立専門学校：泉州工程職業技術学院（中国語版）、泉州軽工職業学院（中国語版）、泉州紡織服装職業学院（中国語版）、泉州海洋職業学院（中国語版）、泉州華光職業学院（中国語版）

## 交通

### 空港
- 泉州晋江国際空港

### 鉄道
中国国家鉄路集団
- 福廈旅客専用線（中国語版）
  - 泉州東駅（中国語版）
  - 泉州南駅（中国語版）
- 福廈線
  - 泉州駅 - 当駅と省都の福州駅の間は高速列車で1時間程度[19]、厦門駅の間は50分[20]、深圳北駅の間は3時間半から4時間である[21]。
  - 晋江駅（中国語版）
  - 恵安駅（中国語版）
- 興泉線（中国語版）

### バス
- 泉州公交（中国語版）

### 道路
- 高速道路
  -  瀋海高速道路
  -  泉南高速道路
  -  甬莞高速道路（中国語版）
  -  沙廈高速道路（中国語版）
  -  福廈高速道路（中国語版）
  -  政永高速道路（中国語版）
  -  秀永高速道路（中国語版）
  -  泉州環状高速道路（中国語版）
  -  安溪支線高速道路（中国語版）
- 国道
  - G228国道
  - G324国道
  - G355国道（中国語版）
  - G356国道（中国語版）
  - G358国道（中国語版）

## 世界遺産
10世紀から14世紀にかけて、泉州市が東アジアおよび東南アジアの海上貿易ネットワークの拠点として繁栄していたため、市内には11世紀のモスク、ムスリムの墓、行政庁舎、石造りの埠頭、製陶と製鉄の遺跡、古代の交通網と橋、パゴダ、石碑などの様々な考古遺跡が見られる。第44回世界遺産委員会拡大会合で2021年7月25日、中国政府が推薦した「泉州：宋元中国の世界海洋商業貿易センター」（遺産地点16ヶ所、ID：1561rev）を審議し、「世界遺産リスト」への登録を決定した。

### 指定資産
UNESCO公式サイトによると、16ヶ所の資産からなる。
- 旧市街（1561rev-001、市舶司（中国語版）遺跡、徳済門遺跡（中国語版）、天后宮（中国語版）、南外宗正司遺跡（中国語版）、府文廟（中国語版）、開元寺、清浄寺（中国語版）を含む）
- 順済橋遺跡（1561rev-002）
- 真武廟（中国語版）と江口埠頭（1561rev-003）
- 石湖埠頭（1561rev-004）
- 六勝塔（中国語版）（1561rev-005）
- 万寿塔（中国語版）（1561rev-006）
- 安平橋（中国語版）（1561rev-007）
- 草庵（中国語版）の摩尼光仏造像（1561rev-008）
- 洛陽橋（中国語版）（1561rev-009）
- イスラム教聖墓（中国語版）（1561rev-010）
- 老君岩造像（中国語版）（1561rev-011）
- 九日山祈風石刻（中国語版）（1561rev-012）
- 磁竈窯系金交椅山窯跡（1561rev-013）
- 徳化の窯跡（尾林・内坂窯跡、1561rev-014）
- 徳化の窯跡（屈斗宮窯跡、1561rev-015）
- 安渓青陽の下草埔製鉄遺跡（1561rev-016）

### 登録基準
この世界遺産は世界遺産登録基準のうち、以下の条件を満たし、登録された（以下の基準は世界遺産センター公表の登録基準からの翻訳、引用である）。
- (4) 人類の歴史上重要な時代を例証する建築様式、建築物群、技術の集積または景観の優れた例。